# Mancha Real
Mancha Real ist eine spanische Gemeinde. Sie befindet sich in der Autonomen Gemeinschaft Andalusien, in der Provinz Jaén. 2024 hatte die Gemeinde 11.385 Einwohner.

## Geografie
Die Gemeinde nimmt den gesamten östlichen Rand der Metropolregion von Jaén ein, vom Fluss Guadalquivir, im Norden als Olivenlandschaft, langsam ansteigend bis zu den Ausläufern der Sierra Mágina im Süden, wo sich die Waldgebiete der Gemeinde finden. Sotogordo, eine Siedlung am Fluss Guadalquivir aus dem 20. Jahrhundert, gehört ebenfalls zum Gemeindegebiet von Mancha Real.
Sie grenzt im Norden an Begíjar, im Süden an Pegalajar, im Westen an Villatorres, Jaén und La Guardia de Jaén und im Osten an Baeza, Jimena und Torres. Sie hat eine Fläche von 97,7 km² und liegt 19 km von der Hauptstadt Jaén entfernt.

## Geschichte
Die Ortschaft soll durch eine königliche Anordnung von Johanna von Kastilien im Jahre 1537 gegründet worden sein, eine Anordnung, die erst 1539 durch den König Carlos I. in Kraft treten sollte. Am Anfang war sie von Jaén abhängig und hieß La Manchuela de Jaén. Im Jahre 1557 machte der König Felipe II. sie von der Gerichtsbarkeit der Hauptstadt unabhängig. Im Jahre 1653, am 25. November, zum Gedenken an den Besuch des Königs Felipe IV, vereinbaren die Stadtrichter, dass die Stadt von nun an Mancha Real heißen sollte.

## Wirtschaft
Neben der Landwirtschaft (Olivenanbau) gibt es in der Gemeinde industrielle Aktivitäten wie die Produktion von Holzmöbeln, Werkzeugen und Landwirtschaftsmaschinen.

## Söhne und Töchter der Gemeinde
- Pepe Justicia (1960–2024), Flamenco-Gitarrist
- Juan de Dios Jurado (* 1981), Mittelstreckenläufer

## Fotos

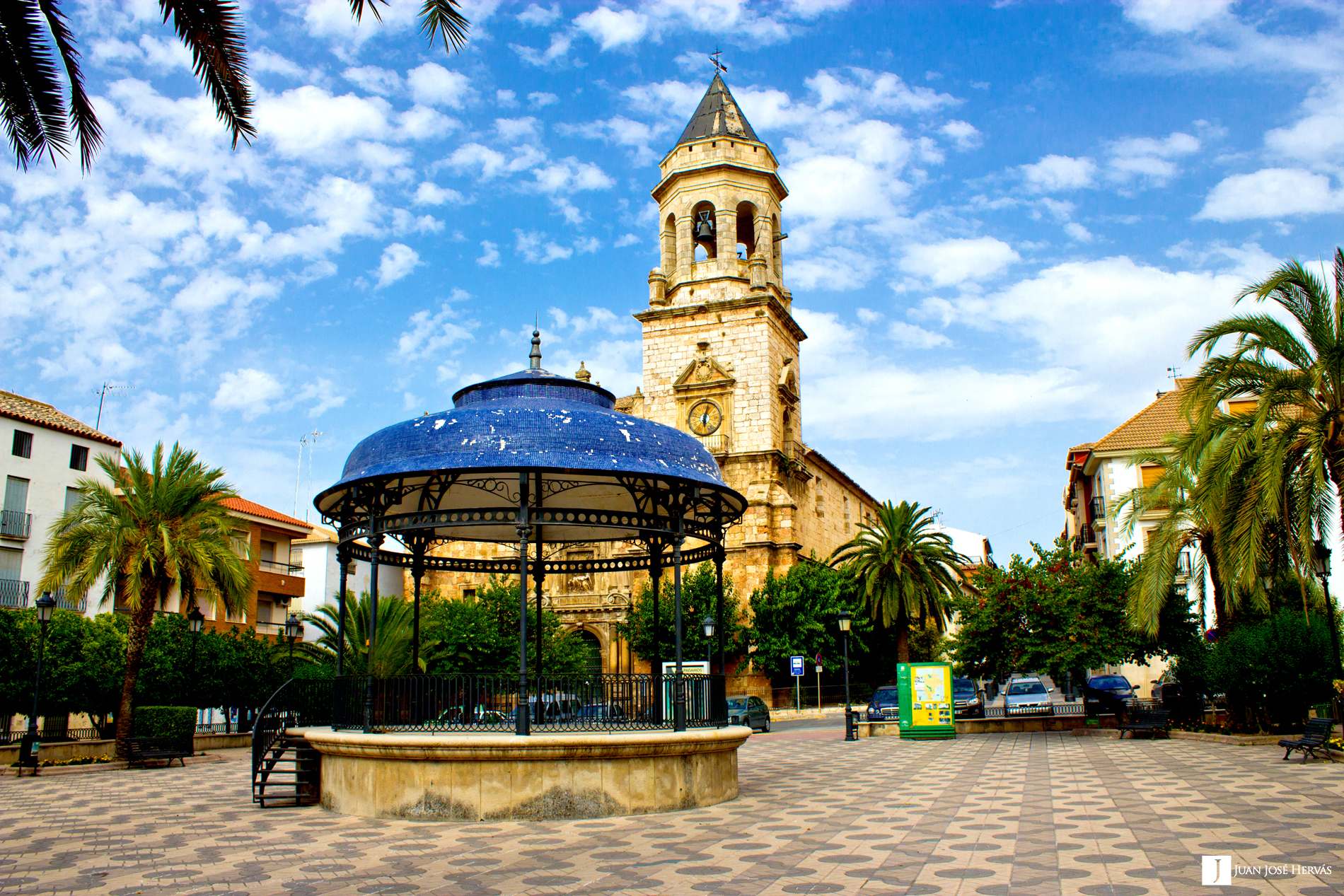
Plaza de la Constitución
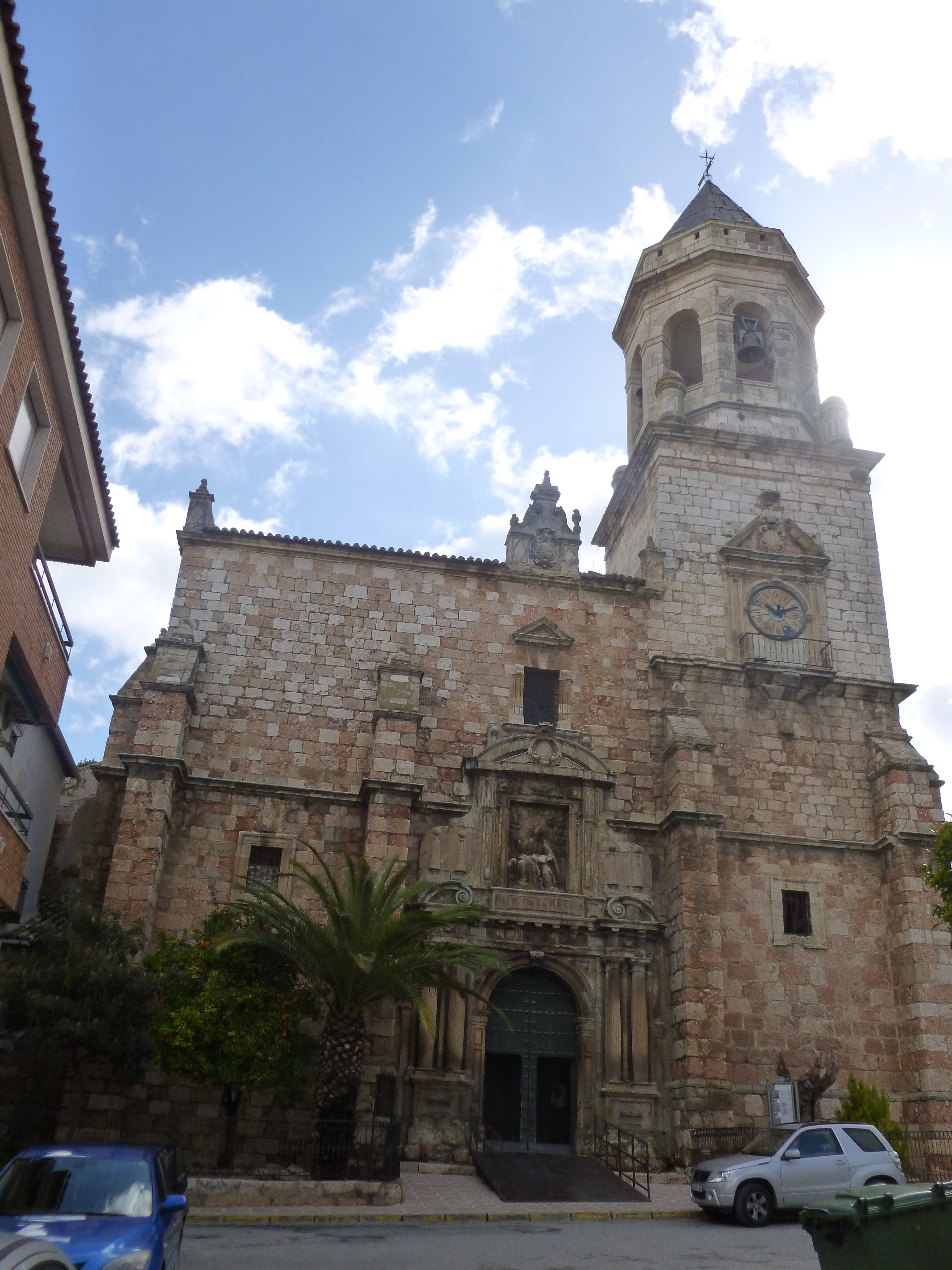
Iglesia de San Juan Evangelista.
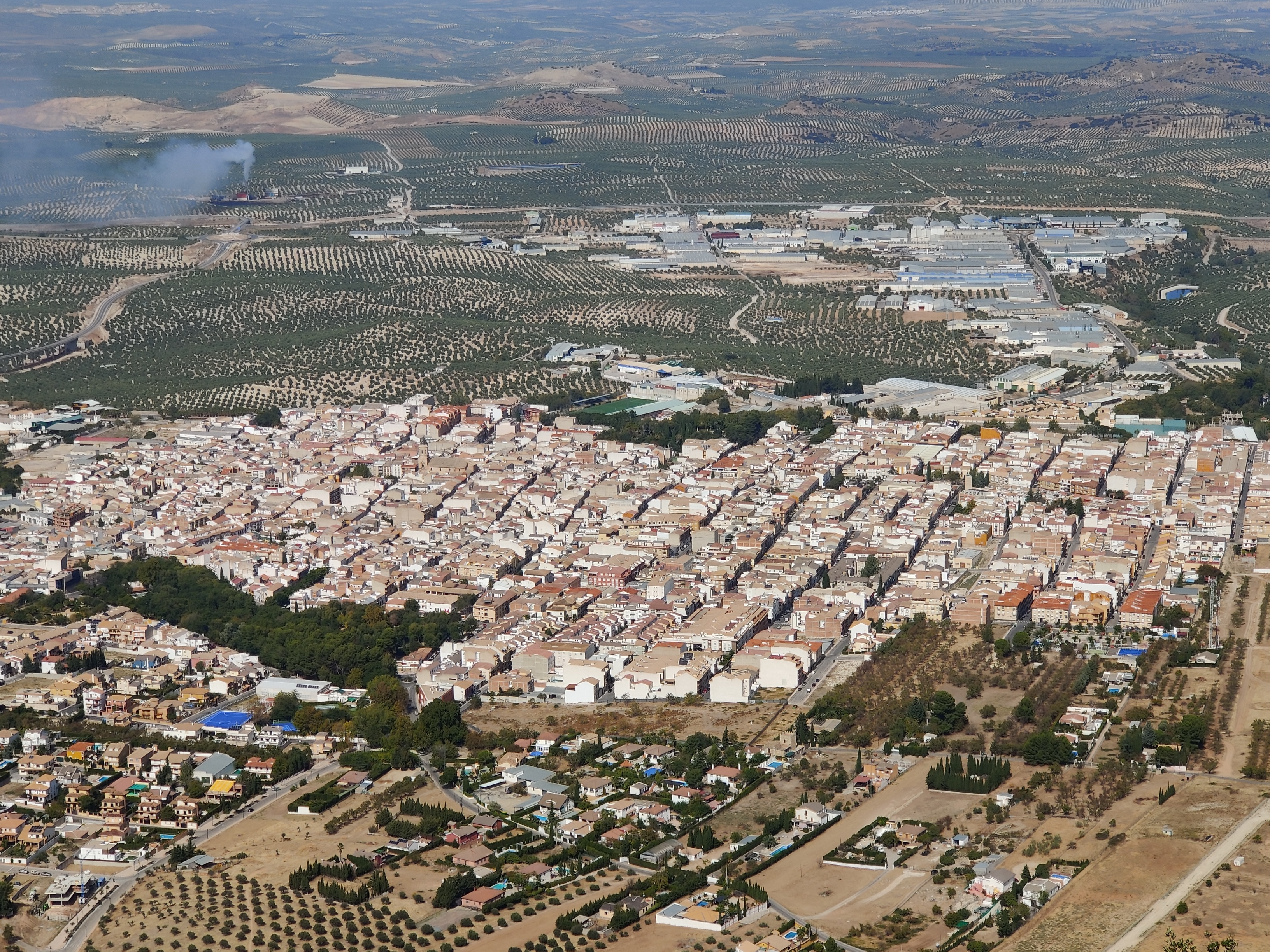
Blick auf die Innenstadt